# Bill Waller

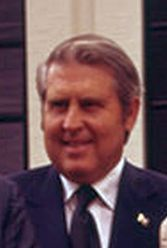
Bill Waller

William Lowe „Bill“ Waller (* 21. Oktober 1926 in Burgess, Lafayette County, Mississippi; † 30. November 2011 in Jackson, Mississippi) war ein US-amerikanischer Politiker. Er war von 1972 bis 1976 Gouverneur des Bundesstaates Mississippi.

## Frühe Jahre und politischer Aufstieg
Bill Waller besuchte die öffentlichen Schulen seiner Heimat und studierte danach an der Memphis State University. Nach einem anschließenden Jurastudium an der University of Mississippi begann er in Jackson als Rechtsanwalt zu arbeiten. Während des Koreakriegs war er im Nachrichtendienst der US Army tätig. Zwischen 1959 und 1967 fungierte Waller als Bezirksstaatsanwalt im Hinds County. Er wurde Mitglied der Demokratischen Partei. Im Jahr 1967 bewarb er sich erfolglos um die Nominierung seiner Partei für das Amt des Gouverneurs. Vier Jahre später schaffte er dann den Sprung in das höchste Amt seines Staates. Dabei konnte er Charles Evers, einen parteiunabhängigen Kandidaten, schlagen. Evers, Bruder von Medgar Evers, war der erste Afroamerikaner in der Geschichte des Staates Mississippi, der sich um das Amt des Gouverneurs bewarb.

## Gouverneur von Mississippi
Bill Waller trat sein neues Amt am 18. Januar 1972 an. In seiner Amtszeit wurden einige Verwaltungsreformen vorgenommen. So wurde beispielsweise das Amt eines Bezirkssheriffs aufgewertet und effizienter gemacht. Unter Gouverneur Waller wurden einige Afroamerikaner und Frauen in Regierungsämter berufen. Damals begannen auch die Bauarbeiten an der Tennessee-Tombigbee Wasserstraße.
Nach dem Ende seiner Gouverneurszeit am 20. Januar 1976 wurde Waller wieder als Rechtsanwalt tätig. Im Jahr 1978 bewarb er sich erfolglos um einen Sitz im US-Senat. Ebenso erfolglos war seine erneute Kandidatur für das Amt des Gouverneurs im Jahr 1987. Mit seiner Frau Carroll Overton hatte Bill Waller fünf Kinder.